# Coal Aston
Coal Aston är en ort i civil parish Dronfield, i distriktet North East Derbyshire, i grevskapet Derbyshire, i England. Ward hade 3 756 invånare år 2021. Coal Aston var en civil parish 1866–1935 när blev den en del av Dronfield och Eckington. Civil parish hade 858 invånare år 1931. Byn nämndes i Domedagsboken (Domesday Book) år 1086, och kallades då Estune.